# Leptonema tholloni
Leptonema tholloni är en nattsländeart som beskrevs av Navás 1923. Leptonema tholloni ingår i släktet Leptonema och familjen ryssjenattsländor. Inga underarter finns listade i Catalogue of Life.